# Соннов, Филипп Михайлович
Филипп Михайлович Соннов (3 января 1912, дер. Нюдевка, Тамбовская губерния — 30 сентября 1947, дер. Нюдевка, Тамбовская область) — командир пулемётного взвода 1180-го стрелкового полка, лейтенант. Герой Советского Союза.

## Биография
Родился 3 января 1912 года в деревне Нюдевка Кирсановского уезда Тамбовской губернии. Окончил 5 классов. Вступил в колхоз, работал заведующим мельницей. В 1936 году уехал в город Астрахань, где работал масленщиком на судах Каспийского пароходства.
В феврале 1942 года был призван в Красную Армию. С того же времени на фронте. Летом того же года он участвовал в боях на Сталинградском фронте рядовым в составе 722-го стрелкового полка. В сентябре 1943 года при форсировании Днепра был ранен и пробыл в госпитале два месяца. После выздоровления, как отличившийся в боях, был направлен на курсы младших лейтенантов 47-й армии 1-го Украинского фронта.
После окончания курсов был назначен командиром пулемётного взвода 3-й пулеметной роты 1180-го стрелкового полка 350-й стрелковой дивизии. В составе этой части участвовал в боях за освобождение Западной Украины и Польши. Особо отличился в боях в ходе Львовско-Сандомирской операции, при форсировании реки Висла.
14 июля 1944 года в бою у деревни Угув лейтенант Соннов первым поднял свой взвод в атаку, и под прикрытием его огня батальон занял деревню. В этом бою Соннов огнём из станкового пулемёта лично подавил 3 огневые точки противника и уничтожил 10 вражеских солдат. Через три дня в бою за деревни Красув и Торки правильно организовал огонь пулемётных расчётов своего взвода, дал возможность стрелкам быстро приблизиться к деревне и занять её. В этом бою лично из пулемёта уничтожил 3 пулемётные точки противника и 15 вражеских солдат и офицеров, а также захватил исправный бронетранспортёр.
18 июля Соннов, не дожидаясь табельных переправочных средств, со своей ротой вброд форсировал реку Западный Буг, выбил противника из местечка Кристынполь, заняв огневые позиции, огнём из пулемёта отразил 3 контратаки врага и удержал местечко. Это дало возможность всему батальону без потерь форсировать реку.
30 июля 1944 года лейтенант Соннов со своим взводом в числе первых преодолел реку Вислу в районе местечка Лонжак, огнём прикрывал переправу батальона. 1 августа в бою за расширение плацдарма на левом берегу лично уничтожил 2 пулемётные точки и 12 противников, обеспечил захват важной высоты.
В одном из следующих боёв был тяжело ранен и отправлен в госпиталь. Здесь узнал о присвоении высокого звания.
Указом Президиума Верховного Совета СССР от 23 сентября 1944 года за образцовое выполнение боевых заданий командования и проявленные при этом мужество и героизм лейтенанту Соннову Филиппу Михайловичу присвоено звание Героя Советского Союза с вручением ордена Ленина и медали «Золотая Звезда».
В феврале 1945 года, после излечения в госпитале, был направлен в 61-й отдельный полк резерва офицерского состава Харьковского военного округа. Служить в строевой части Соннов уже не мог в связи с полученным тяжёлым ранением и связанным с этим заболеванием туберкулёзом. С октября 1945 года проходил службу в системе внутренних дел на территории Читинской области. Был заместителем начальника отделения в лагерях по содержанию японских военнопленных № 24, № 23 и № 25. В феврале 1947 года лейтенант Соннов уволен в запас.
Вернулся на родину. Жил в селе Нюдевка. Полученные ранения подорвали здоровье фронтовика, и 30 сентября 1947 года он скончался. Похоронен на кладбище села Бибиково Умётского района.
Награждён орденом Ленина, медалями.
Имя Героя носит улица в посёлке Умёт.